# Медаль «За бойові заслуги» (СРСР)
Меда́ль «За бойові́ заслу́ги» — державна нагорода СРСР. Була заснована 17 жовтня 1938 року для нагородження воїнів Червоної Армії, Військово-морського Флоту і пограничної охорони за умілі, ініціативні й сміливі дії в бою, що сприяли успішному виконанню бойових завдань військовою частиною, підрозділом, мужність, проявлену при захисті державного кордону СРСР, відмінні успіхи в бойовій і політичній підготовці, освоєнні нової бойової техніки і підтримці високої бойової готовності військових частин і їх підрозділів і інші заслуги під час проходження дійсної військової служби.

## Історія заснування
Медаль заснована Указом Президії Верховної Ради СРСР від 17 жовтня 1938 року. Надалі до опису медалі вносили зміни Указом Президії Верховної Ради СРСР від 19 червня 1943 року, а в Положення про медаль — Указом Президії Верховної Ради СРСР від 16 грудня 1947 року. Указом Президії Верховної Ради СРСР від 28 березня 1980 року затверджено Положення про медаль в новій редакції.

## Опис
Медаль «За бойові заслуги» має форму правильного круга діаметром 31–32,5 мм (в залежності від року випуску).
На лицьовому боці медалі у верхній частині по колу розташований напис «СССР» буквами, що втиснуті, покритими рубіново-червоною емаллю. Ширина напису «СССР» — 6 мм, висота букв — 2,5 мм. У середній частині — рельєфний в три рядки напис «ЗА БОЕВЫЕ ЗАСЛУГИ». Висота букв — 3 мм. Під написом розміщене рельєфне зображення рушниці з приєднаним багнетом і відпущеним ременем, перехрещеною з шашкою. Довжина рушниці з багнетом — 23 мм, шашки — 20 мм. Лицьовий бік медалі облямований бортом шириною 1 мм і висотою 0,25 мм.
Оборотний бік медалі рівний.
Медаль виготовляється із срібла 925 проби. Загальна маса срібла в медалі (на 18 вересня 1975 року) — 18,22 г. Загальна маса медалі без колодки — 19,725±1,3 г.
Медаль за допомогою вушка і кільця з'єднується із п'ятикутною колодочкою, обтягнутою шовковою муаровою стрічкою сірого кольору з двома подовжніми золотистими смужками по краях. Ширина стрічки — 24 мм, ширина смужок по 2 мм.

## Історія медалі
Медаль «За бойові заслуги» заснована одночасно з медаллю «За відвагу», була однією з перших радянських медалей.
Автор малюнка медалі — художник Дмітрієв С. І.
Перше нагородження медаллю «За бойові заслуги» було проведене Указом Президії Верховної Ради СРСР від 19 жовтня 1938 року. Згідно з цим Указом медалі нагородили 168 осіб.
Вперше у передвоєнні роки медаль «За бойові заслуги» вручалася в масовому порядку учасникам боїв біля озера Хасан. За зразкове виконання бойових завдань, за доблесть і мужність, проявлені при обороні району озера Хасан Указом ПВР СРСР від 25 жовтня 1938 року було проведене 1158 нагороджень.
Указом ПВР СРСР від 14 листопада 1938 року медаллю «За бойові заслуги» було нагороджено 248 військовослужбовців. За відмінне виконання бойових завдань на Далекому Сході Указом ПВР СРСР від 19 січня 1939 року нагороджено 39 осіб.
Наступне масове нагородження медаллю відбулося вже через пів року, після подій на невеликій річці Халхин-Гол в безбережних монгольських степах, яка стала ареною подій, що увійшли до історії. Тут влітку 1939 року бійці Червоної Армії проявили масовий героїзм. За подвиги, вчинені під час боїв в районі річки Халхин-Гол, медаллю «За бойові заслуги» були нагороджені 2842 осіб.
Всього до початку німецько-радянської війни було проведене понад 21 тисячі нагороджень цією медаллю.
Під час німецько-радянської війни нагородження медаллю «За бойові заслуги» набуло масового характеру. Медаллю в основному нагороджувався рядовий і сержантський склад, рідше — молодші офіцери. Також траплялися нагородження і цивільних осіб. Так, наприклад, літом 1941 року медаллю «За бойові заслуги» був нагороджений 15-річний московський школяр Женя Нефедов. Він отримав цю винагороду за успішну боротьбу з німецькими запалювальними бомбами, якими німецькі бомбардувальники засипали житлові квартали Москви. За один наліт восьмикласник Нефедов загасив дев'ять «запальничок».
Ще до закінчення війни Президія Верховної Ради СРСР Указом від 4 червня 1944 року ввела порядок нагородження орденами і медалями військовослужбовців Червоної Армії за вислугу років. Єдиною медаллю, якою нагороджувалися військовослужбовці за десять років бездоганної служби, була медаль «За бойові заслуги» (за вислугу 15, 20 і більше років вручалися ордени).
Такий порядок нагородження «за вислугу років» був скасований лише в 1958 році.
У післявоєнні роки, окрім нагороджень за вислугу років, медаль «За бойові заслуги» вручалася і за конкретні бойові відзнаки. У 1956 році була нагороджена велика група військовослужбовців, що відзначилися в придушенні «контрреволюційного заколоту» в Угорщині. Лише в одній 7-ій Гвардійській повітряно-десантній дивізії цією медаллю нагородили 196 осіб.
Станом на 1 січня 1995 року медаллю «За бойові заслуги» було проведено 5 210 078 нагороджень.